# Comuna Stare Selo, Rokîtne
Stare Selo (în ucraineană Старе Село) este o comună în raionul Rokîtne, regiunea Rivne, Ucraina, formată din satele Drozdîn și Stare Selo (reședința).

## Demografie
Componența lingvistică a comunei Stare Selo
     Ucraineană (99,3%)
     Alte limbi (0,68%)
Conform recensământului din 2001, majoritatea populației comunei Stare Selo era vorbitoare de ucraineană (99,3%), existând în minoritate și vorbitori de alte limbi.